# Carlos Santana

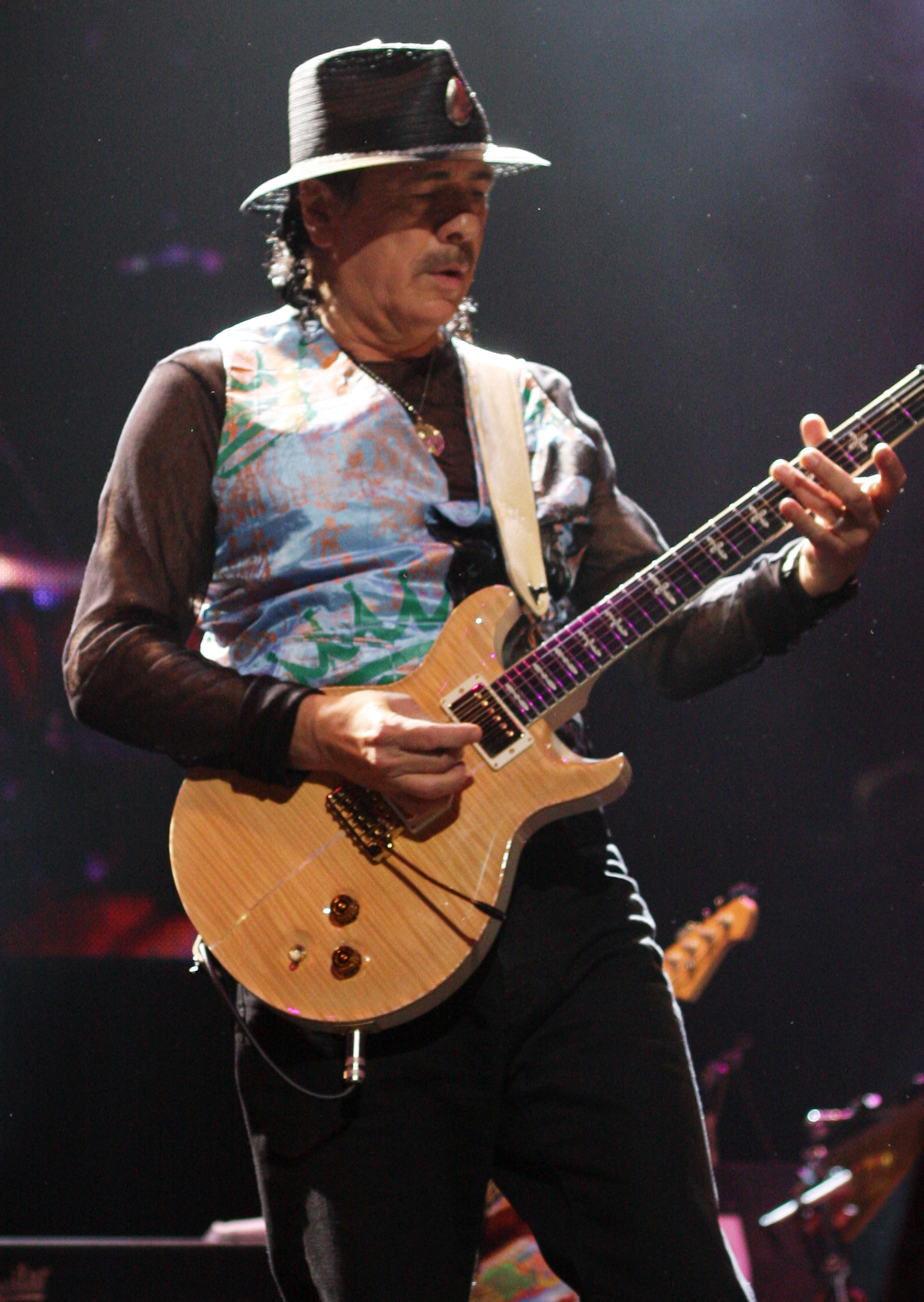
Carlos Santana, 2011

Carlos Santana (eigentl. Carlos Humberto Santana Barragán; * 20. Juli 1947 in Autlán de Navarro, Mexiko) ist ein US-amerikanischer Gitarrist mexikanischer Herkunft, der die Rockmusik um den Latin Rock erweitert hat. Seine bekanntesten Stücke sind das Instrumental Samba Pa Ti sowie Oye como va und Black Magic Woman; alle vom Nummer-eins-Album Abraxas aus dem Jahr 1970.

## Werdegang als Musiker

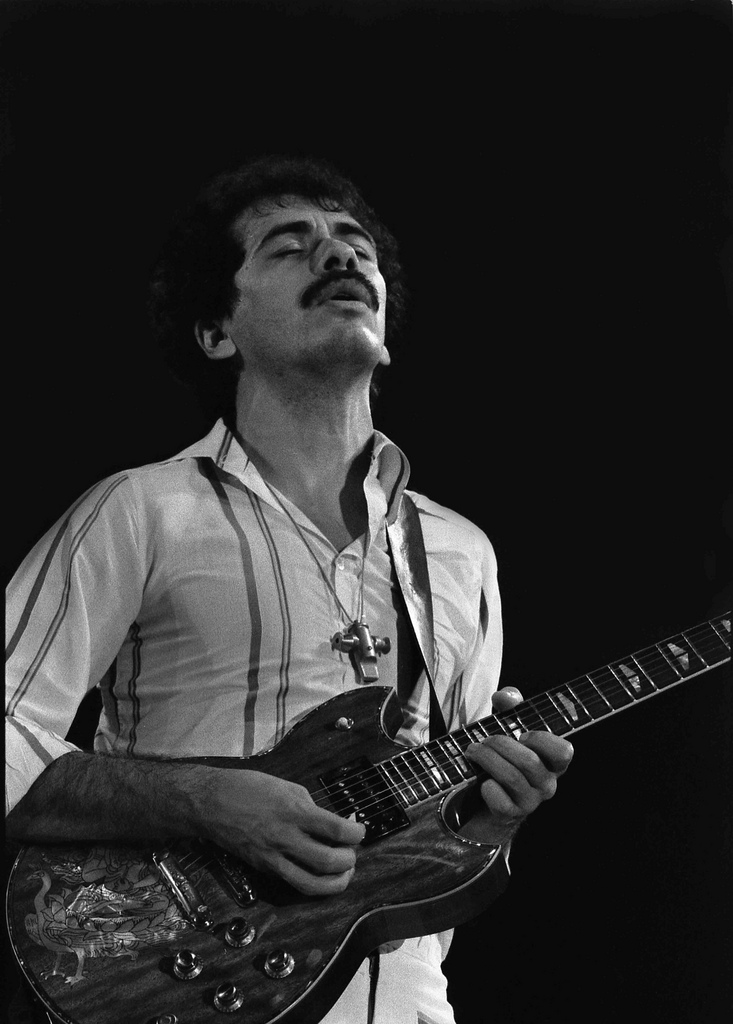
Auf der Santana-Tour 1978

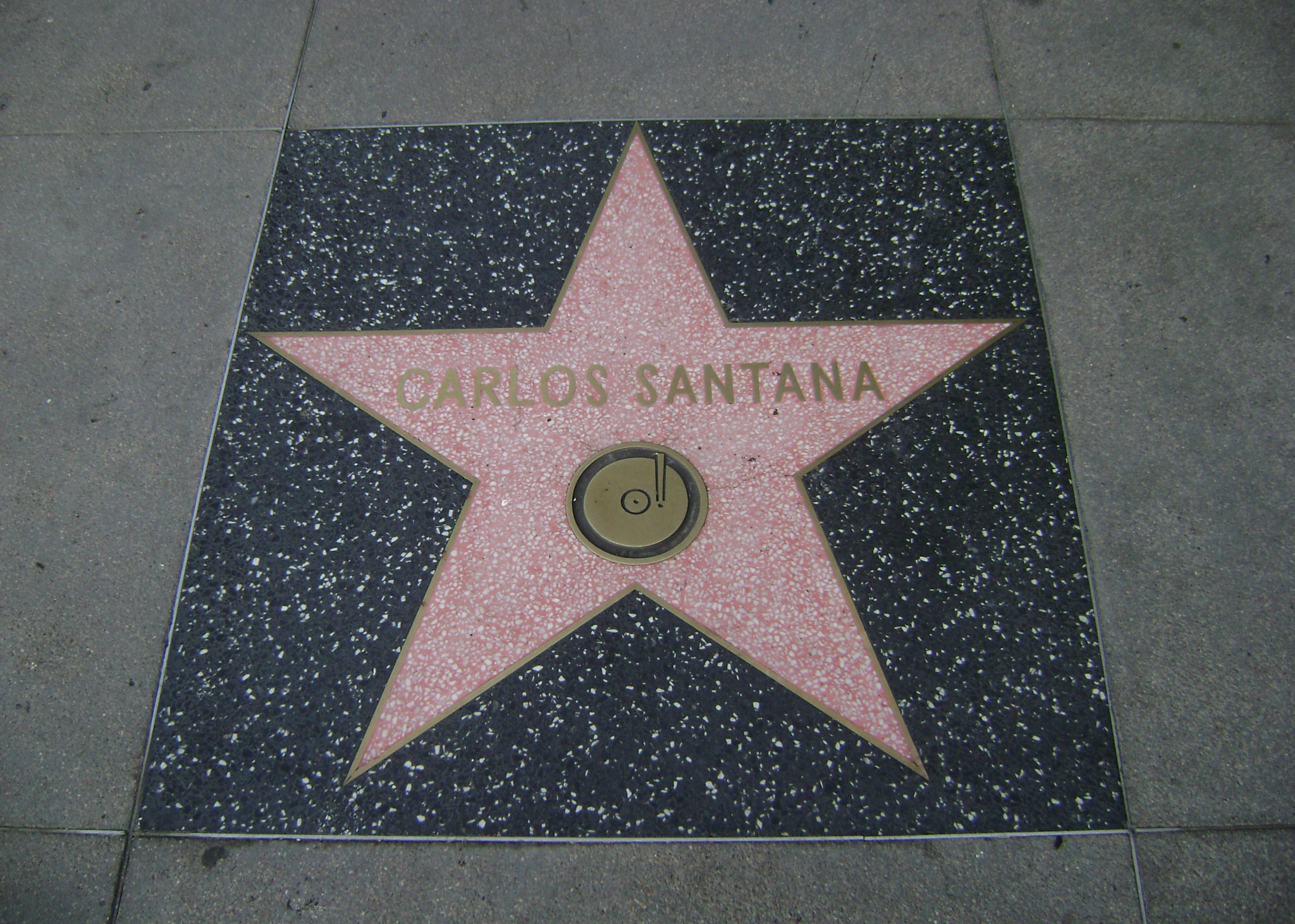
Carlos Santanas Stern auf dem Hollywood Walk of Fame

Bereits als Vierjähriger erhielt Santana Geigenunterricht von seinem Vater. 1955, mit dem Aufkommen des Rock ’n’ Roll, wechselte er zur Gitarre. Im selben Jahr zog seine Familie nach Tijuana, wo Carlos Santana in diversen Clubs spielte.
1960 zog seine Familie nach San Francisco. Santana folgte erst ein Jahr später und verdiente sich seinen Unterhalt in Clubs. Seine Vorbilder waren unter anderem Gábor Szabó, Bola Sete und Wes Montgomery. In San Francisco angekommen, lernte er bald Gleichgesinnte kennen und gründete 1965 mit Gregg Rolie, Gus Rodriguez, Michael Carabello und Danny Haro die Santana Blues Band. Angeblich wurde der Name nur gewählt, weil die lokale Musikergewerkschaft verlangt habe, dass jede Band einen Kopf haben müsse. 1965 wurde Santana auch eingebürgert. Schnell wurde die Band in San Francisco und Umgebung wegen ihres unverwechselbaren Stils, einer Mischung aus Rock ’n’ Roll, Blues und lateinamerikanischen Rhythmen, bekannt. Sie erschufen damit den Latin Rock.
Ende September 1968 wurde Santana am letzten Abend als Ersatz für den erkrankten Mike Bloomfield zu den Live Adventures von Al Kooper ins Fillmore West eingeladen. Mit dem Titel Sonny Boy Williamson (Jack Bruce/Paul Jones) wurde Santanas Gitarrenspiel erstmals live dokumentiert.
1969 wurde die erste LP Santana aufgenommen. Anschließend tourte die Band als Sextett durch die USA, wo sie besonders durch einen Auftritt im August beim Woodstock-Festival bekannt wurde. Für den Woodstock-Film wurde ihr expressives Stück Soul Sacrifice gewählt. Im selben Monat erschien das Debütalbum, das es bis in die Top 5 der US-amerikanischen Albumcharts schaffte, in denen es sich über zwei Jahre halten konnte; es wurde über zwei Millionen Male verkauft. Darauf enthalten ist auch der Top-40-Single-Titel Jingo (eine Cover-Version eines 1959 von Babatunde Olatunji aufgenommenen nigerianischen Stücks) und der Top-10-Single-Titel Evil Ways.
Das zweite Album der Band, Abraxas vom September 1970 enthält die heutigen Klassiker Samba pa ti, Oye como va (von Tito Puente) (Top 10) und Black Magic Woman (von Peter Green) (Top 5). Dieses Album, von dem vier Millionen Exemplare verkauft wurden, erreichte die Spitze der Charts. Ende des Jahres wurde die Band durch den jungen Gitarristen Neal Schon (* 1954) zu einem Septett erweitert.
Im September 1971 wurde Santana III veröffentlicht, auf dem viele Gastmusiker zu hören sind. Mit zwei Millionen verkauften Exemplaren erreichte auch dieses Werk die Spitze der Charts. Ausgekoppelt wurden die Top-10-Single Everybody’s Everything und die Top-20-Single No One to Depend On. Nach der Tournee, die die Herausgabe des Albums begleitete, trennte sich die Band. Carlos Santana behielt das Recht am Bandnamen.
1972 brachte er nach einer Tour zusammen mit Buddy Miles ein Livealbum heraus und vereinte die Band wieder, um das vierte Album Caravanserai aufzunehmen. Von der alten Besetzung waren Shrieve, Areas, Rolie und Schon dabei; die beiden letzteren verließen die Band im Jahr darauf, um Journey zu gründen. Das Album erschien im September, erreichte die Top 10, erhielt Platin und wurde für einen Grammy nominiert.
1972 entwickelte Santana Interesse für die Fusion-Band Mahavishnu Orchestra des Gitarristen John McLaughlin. Dieser machte ihn mit seinem Guru Sri Chinmoy bekannt, der ihn 1973 als Jünger akzeptierte. Santana erhielt den Namen Devadip, was „Leuchte, Licht und Auge Gottes“ bedeutet. Santana und McLaughlin spielten das Album Love, Devotion, Surrender mit den Mitgliedern der Santana Band und dem Mahavishnu Orchestra ein, verstärkt durch Perkussionist Don Alias und Organist Larry Young, die beide 1969 auf Miles Davis’ Klassiker Bitches Brew gespielt hatten. Weitere Alben folgten, aber auch neue Mitglieder in der Band.
Im Frühjahr 1987 trat die Santana Band gemeinsam mit Buddy Miles mit ihrem Freedom-Konzert (Titel des gleichnamigen Albums) im Palast der Republik in Ost-Berlin auf, wo sie euphorisch gefeiert wurden. Die Fans standen schon 48 Stunden vorher an, um eine der wenigen frei verfügbaren Eintrittskarten zu bekommen. Zwei Drittel der Karten waren für staatsnahe Bürger der DDR reserviert.
Mit der Zeit blieb der Erfolg der Band aus, ebenso ließen die Soloambitionen von Carlos Santana nach. Dennoch blieb er ein begehrter Gastmusiker. 1989 erhielt er seinen ersten Grammy für das Album Blues for Salvador. Im April 1997 gastierte Santana im kalifornischen San José bei Prince’ Tournee Love-4-One-Another-Charities-Tour auf der Bühne. 1998 wurde Santana mit weiteren Bandkollegen in die Rock and Roll Hall of Fame aufgenommen.

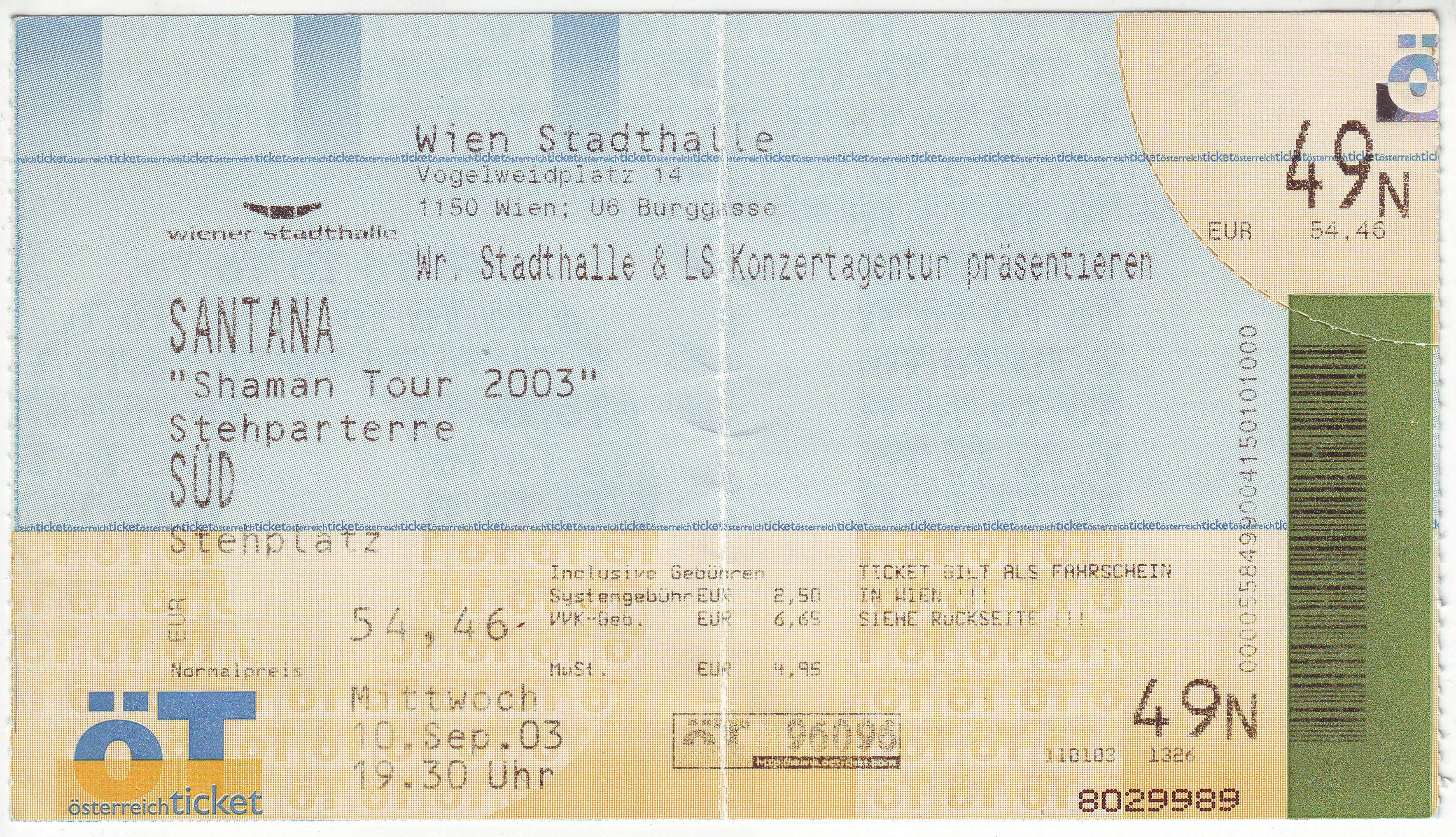
Ticket Santana Shaman Tour 2003, Wiener Stadthalle, 10. September 2003

1999 gelang ihm mit seiner Band ein Comeback. Das Album Supernatural wurde ein weltweiter Erfolg, und Santana erhielt bei der Grammy-Verleihung des Jahres 2000 acht Auszeichnungen, was bis dahin nur Michael Jackson 1984 mit Thriller erreicht hatte. Danach erhielt Santana als Bandleader und Solokünstler zahlreiche weitere Musikpreise. Auf Supernatural wirkten unter anderem Rob Thomas (Matchbox Twenty), Wyclef Jean, Eagle-Eye Cherry, Everlast, Maná, Lauryn Hill, Dave Matthews und Eric Clapton mit. Es folgte 2002 das Album Shaman, auf dem P.O.D., Seal, Dido und Michelle Branch und der Opernstar Placido Domingo als Gastmusiker zu hören sind.

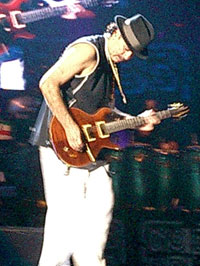
Santana 2003 bei einem Konzert in Barcelona

Im Oktober 2005 erschien All That I Am mit Musikern wie Steven Tyler (Aerosmith), Big Boi (OutKast), Mary J. Blige, will.i.am, Los Lonely Boys, Sean Paul, Joss Stone, Kirk Hammett (Metallica), Robert Randolph und The Wreckers.
Die erste Single-Auskoppelung, Just Feel Better (feat. Steven Tyler), stammt aus der Feder von Damon Johnson, Gitarrist bei Alice Cooper und Frontman der Band Slave to the System. Live stellte Santana diesen Song in Deutschland im November 2005 in der Samstag-Abend-Show Wetten, dass..? vor. Anstelle von Steven Tyler übernahm dabei der Sänger der US-Hard-Rock-Band Silvertide, Walt Lafty, den Gesangspart.
Auf der Europatournee 2006 wurde Carlos Santana von seinem Sohn Salvador Santana und dessen Gruppe begleitet. Im Juli 2006, als in Montreux das 40-Jahre-Jubiläum des Jazzfestivals gefeiert wurde, wirkten Santana und seine Band an drei Abenden als Gastgeber und präsentierten Themenreisen in den Blues (My Blues is Deep), in die afrikanische Musik (Beat of my Drum) und mit einem Abend, an dem Tower of Power, Beverley Knight, Herbie Hancock und andere Künstler mitwirkten.
Der Rolling Stone listete Santana auf Rang 90 der 100 größten Musiker sowie auf Rang 20 der 100 größten Gitarristen aller Zeiten.

## Equipment, Technik
Santana bevorzugt E-Gitarren mit zwei Tonabnehmern. Früher waren es Gibson SG mit P90-Pickups, wie auch auf den Aufnahmen seines ersten Albums zu sehen ist, später spielte er eine Yamaha SG 2000 und eine Yamaha PF3000, auf Konzertmitschnitten ist er auch mit einer Fender Stratocaster zu sehen. 1981 stieß er auf PRS. Paul Smith baute für ihn nach seinen Vorgaben ein Modell, das bis heute bereits vier Versionen durchlaufen hat. Die Gitarren besitzen eine etwas kürzere Mensur von 24,5 Zoll statt der bei PRS üblichen 25 Zoll und sind als Custom-Modell von PRS für jedermann erhältlich.
Als Verstärker benutzt er einen alten Mesa Boogie Mark 1 Red-Head, zwei Dumble Overdrive und einen Dumble Steel String, alle sind Röhrenverstärker. Zudem nutzt er zwei 12-Zoll- und zwei 4×12-Zoll-Boxen von Mesa Boogie.
Santana spielt sowohl mit den Fingern als auch mit einem Plektrum (auch innerhalb eines Stückes). Dies ist sehr gut bei dem Stück Samba pa ti zu sehen und zu hören.

## Zitate
„Musik soll Ewigkeit, Unendlichkeit, Unsterblichkeit ausdrücken. Sie kommt ja aus einer höheren Bewusstseinsebene. Sie ist gewiss nicht Showbusiness oder Entertainment.“

## Privates
Zwischen 1973 und 1982 schloss sich Santana auf der spirituellen Suche dem indischen Guru Sri Chinmoy an und fand hier sein Lebensmotto: Wir sind alle eins.
1973 heiratete er Deborah King, die Tochter des Blues-Musikers Saunders King. Sie haben zusammen drei Kinder; Salvador (* 1983), Stella (* 1984) und Angelica (* 1989). Mit seiner Frau engagierte sich Santana ab Anfang der 1990er Jahre in einer christlichen Gemeinde. Die Ehe wurde 2007 nach 34 Jahren geschieden.
Gemeinsam hatten sie sich seit Jahrzehnten auch im sozialen Bereich engagiert. Mitte der 90er Jahre gründeten sie mit der Milagro Foundation eine gemeinnützige Stiftung, die sich dafür einsetzt, dass benachteiligte Menschen eine Schulbildung erhalten. Für ihr Engagement wurden sie mit zahlreichen Ehrungen bedacht. So ernannte zum Beispiel die Stadtverwaltung von San Francisco den 6. Juni 1987 zum Santana-Tag.
Im Juli 2010 machte Santana Cindy Blackman auf einem Konzert seiner Universal Tone Tour in Chicago einen Heiratsantrag. Die Hochzeit fand am 21. Dezember auf Maui statt.

## Diskografie
Studioalben

| Jahr               | Titel                                                    | Höchstplatzierung, Gesamtwochen, AuszeichnungChartplatzierungen (Jahr, Titel, Platzierungen, Wochen, Auszeichnungen, Anmerkungen) | Höchstplatzierung, Gesamtwochen, AuszeichnungChartplatzierungen (Jahr, Titel, Platzierungen, Wochen, Auszeichnungen, Anmerkungen) | Höchstplatzierung, Gesamtwochen, AuszeichnungChartplatzierungen (Jahr, Titel, Platzierungen, Wochen, Auszeichnungen, Anmerkungen) | Höchstplatzierung, Gesamtwochen, AuszeichnungChartplatzierungen (Jahr, Titel, Platzierungen, Wochen, Auszeichnungen, Anmerkungen) | Höchstplatzierung, Gesamtwochen, AuszeichnungChartplatzierungen (Jahr, Titel, Platzierungen, Wochen, Auszeichnungen, Anmerkungen) | Anmerkungen |
| Jahr               | Titel                                                    | DE | AT | CH | UK | US | Anmerkungen |
| ------------------ | -------------------------------------------------------- | --- | --- | --- | --- | --- | --- |
| als Santana        |                                                          | | | | | | |
|                    |                                                          | | | | | | |
| 1969               | Santana                                                  | DE12 (32 Wo.)DE | — | — | UK34 (9 Wo.)UK | US4 ×2Doppelplatin · (108 Wo.)US                                                                                                  | Erstveröffentlichung: 22. August 1969 Verkäufe: + 2.000.000; Platz 150 der Rolling-Stone-500                        |
| 1970               | Abraxas                                                  | DE4 Gold · (52 Wo.)DE | — | — | UK7 Gold · (51 Wo.)UK | US1 ×5Fünffachplatin · (88 Wo.)US                                                                                                 | Erstveröffentlichung: 2. September 1970 Verkäufe: + 5.950.000; Platz 205 der Rolling-Stone-500; Grammy Hall of Fame |
| 1971               | Santana III                                              | DE6 (36 Wo.)DE | — | — | UK6 (16 Wo.)UK | US1 ×2Doppelplatin · (39 Wo.)US                                                                                                   | Erstveröffentlichung: 24. September 1971 Verkäufe: + 2.000.000                                                      |
| 1972               | Caravanserai                                             | DE13 (20 Wo.)DE | — | — | UK6 (11 Wo.)UK | US8 Platin · (32 Wo.)US | Erstveröffentlichung: 11. Oktober 1972 Verkäufe: + 1.150.000                                                        |
| 1973               | Welcome                                                  | DE29 (16 Wo.)DE | AT9 (4 Wo.)AT | — | UK8 Silber · (6 Wo.)UK | US25 Gold · (21 Wo.)US | Erstveröffentlichung: 9. November 1973 Verkäufe: + 630.000                                                          |
| 1974               | Borboletta                                               | DE28 (8 Wo.)DE | AT9 (4 Wo.)AT | — | UK18 Silber · (5 Wo.)UK | US20 Gold · (19 Wo.)US | Erstveröffentlichung: 7. Oktober 1974 Verkäufe: + 575.000                                                           |
| 1976               | Amigos                                                   | DE8 (40 Wo.)DE | AT9 (4 Wo.)AT | — | UK13 Silber · (9 Wo.)UK | US10 Gold · (26 Wo.)US | Erstveröffentlichung: 26. März 1976 Verkäufe: + 830.000                                                             |
| 1977               | Festival                                                 | DE15 (16 Wo.)DE | AT9 (12 Wo.)AT | — | UK27 Silber · (6 Wo.)UK | US27 Gold · (19 Wo.)US | Erstveröffentlichung: 13. Januar 1977 Verkäufe: + 675.000                                                           |
| 1977               | Moonflower                                               | DE16 Gold · (26 Wo.)DE | AT10 (16 Wo.)AT | — | UK7 Gold · (27 Wo.)UK | US10 ×2Doppelplatin · (24 Wo.)US                                                                                                  | Erstveröffentlichung: 6. Oktober 1977 Verkäufe: + 2.830.000                                                         |
| 1978               | Inner Secrets                                            | DE11 (20 Wo.)DE | AT19 (12 Wo.)AT | — | UK17 Gold · (16 Wo.)UK | US27 Gold · (33 Wo.)US | Erstveröffentlichung: 31. Oktober 1978 Verkäufe: + 760.000                                                          |
| 1979               | Marathon                                                 | DE40 (4 Wo.)DE | — | — | UK28 Silber · (5 Wo.)UK | US25 Gold · (22 Wo.)US | Erstveröffentlichung: 12. September 1979 Verkäufe: + 660.000                                                        |
| 1981               | Zebop!                                                   | DE21 (21 Wo.)DE | AT12 (6 Wo.)AT | — | UK33 (4 Wo.)UK | US9 Platin · (32 Wo.)US | Erstveröffentlichung: 27. April 1981 Verkäufe: + 1.100.000                                                          |
| 1982               | Shangó                                                   | DE14 (12 Wo.)DE | AT9 (6 Wo.)AT | — | UK35 (7 Wo.)UK | US22 Gold · (23 Wo.)US | Erstveröffentlichung: August 1982 Verkäufe: + 500.000                                                               |
| 1985               | Beyond Appearances                                       | DE20 (12 Wo.)DE | AT24 (4 Wo.)AT | CH9 (9 Wo.)CH | UK58 (3 Wo.)UK | US50 (21 Wo.)US | Erstveröffentlichung: 1. Februar 1985                                                                               |
| 1987               | Freedom                                                  | DE23 (15 Wo.)DE | AT16 (8 Wo.)AT | CH8 (9 Wo.)CH | — | US95 (11 Wo.)US | Erstveröffentlichung: Februar 1987                                                                                  |
| 1990               | Spirits Dancing in the Flesh                             | DE34 (10 Wo.)DE | AT28 (3 Wo.)AT | CH19 (9 Wo.)CH | UK68 (1 Wo.)UK | US85 (11 Wo.)US | Erstveröffentlichung: Juni 1990                                                                                     |
| 1992               | Milagro                                                  | DE47 (8 Wo.)DE | AT31 (1 Wo.)AT | CH11 (9 Wo.)CH | — | US102 (13 Wo.)US | Erstveröffentlichung: Mai 1992                                                                                      |
| 1999               | Supernatural                                             | DE1 ×2Doppelplatin · (85 Wo.)DE                                                                                                   | AT1 ×2Doppelplatin · (61 Wo.)AT                                                                                                   | CH1 ×4Vierfachplatin · (82 Wo.)CH                                                                                                 | UK1 ×3Dreifachplatin · (64 Wo.)UK                                                                                                 | US1 ×5Diamant + Fünffachplatin · (103 Wo.)US                                                                                      | Erstveröffentlichung: 15. Januar 1999 Verkäufe: + 30.000.000; zwei Grammy Awards (Album und Rockalbum des Jahres)   |
| 2002               | Shaman                                                   | DE2 Platin · (20 Wo.)DE | AT4 Platin · (17 Wo.)AT | CH1 ×2Doppelplatin · (24 Wo.)CH                                                                                                   | UK15 Gold · (10 Wo.)UK | US1 ×2Doppelplatin · (56 Wo.)US                                                                                                   | Erstveröffentlichung: 21. Oktober 2002 Verkäufe: + 3.420.811                                                        |
| 2005               | All That I Am                                            | DE6 (13 Wo.)DE | AT6 Gold · (11 Wo.)AT | CH5 Gold · (15 Wo.)CH | UK36 (3 Wo.)UK | US2 Gold · (20 Wo.)US | Erstveröffentlichung: 31. Oktober 2005 Verkäufe: + 665.000                                                          |
| 2010               | Guitar Heaven – The Greatest Guitar Classics of All Time | DE10 (8 Wo.)DE | AT5 (7 Wo.)AT | CH5 (8 Wo.)CH | UK15 (5 Wo.)UK | US5 (18 Wo.)US | Erstveröffentlichung: 21. September 2010 Verkäufe: + 175.500                                                        |
| 2012               | Shape Shifter                                            | DE19 (5 Wo.)DE | AT29 (5 Wo.)AT | CH8 (6 Wo.)CH | UK49 (1 Wo.)UK | US16 (5 Wo.)US | Erstveröffentlichung: 14. Mai 2012                                                                                  |
| 2014               | Corazón                                                  | DE12 (5 Wo.)DE | AT5 (5 Wo.)AT | CH14 (8 Wo.)CH | UK58 (1 Wo.)UK | US9 ×2Doppelplatin · (10 Wo.)US                                                                                                   | Erstveröffentlichung: 6. Mai 2014 Verkäufe: + 150.000,                                                              |
| 2016               | Santana IV                                               | DE5 (10 Wo.)DE | AT11 (8 Wo.)AT | CH7 (7 Wo.)CH | UK4 (3 Wo.)UK | US5 (6 Wo.)US | Erstveröffentlichung: 15. April 2016                                                                                |
| 2019               | Africa Speaks                                            | DE6 (8 Wo.)DE | AT9 (6 Wo.)AT | CH6 (10 Wo.)CH | UK35 (1 Wo.)UK | US3 (3 Wo.)US | Erstveröffentlichung: 7. Juni 2019                                                                                  |
| 2021               | Blessings and Miracles                                   | DE7 (5 Wo.)DE | AT13 (1 Wo.)AT | CH15 (3 Wo.)CH | — | — | Erstveröffentlichung: 15. Oktober 2021                                                                              |
| als Carlos Santana |                                                          | | | | | | |
|                    |                                                          | | | | | | |
| 1979               | Oneness: Silver Dreams – Golden Reality                  | — | — | — | UK55 (4 Wo.)UK | US87 (9 Wo.)US | Erstveröffentlichung: 24. März 1979 unter dem Künstlernamen Devadip                                                 |
| 1980               | The Swing of Delight                                     | DE40 (5 Wo.)DE | AT14 (4 Wo.)AT | — | UK65 (2 Wo.)UK | US65 (10 Wo.)US | Erstveröffentlichung: August 1980 als Devadip Carlos Santana                                                        |
| 1983               | Havana Moon                                              | DE21 (12 Wo.)DE | AT18 (2 Wo.)AT | — | UK84 (3 Wo.)UK | US31 (17 Wo.)US | Erstveröffentlichung: April 1983                                                                                    |
| 1987               | Blues for Salvador                                       | — | — | — | — | US195 (1 Wo.)US | Erstveröffentlichung: Oktober 1987                                                                                  |

grau schraffiert: keine Chartdaten aus diesem Jahr verfügbar